# Vương tộc Hannover
Nhà Hannover là một triều đại hoàng gia Đức đã cai trị lãnh địa công tước Brunswick-Lüneburg (tiếng Đức: Braunschweig-Lüneburg) (từ năm 1814 được nâng lên thành Vương quốc Hannover) và Vương quốc Anh cùng Vương quốc Ireland thuộc Liên minh cá nhân giữa Anh Quốc và Hannover. Triều đại này đã kế vị nhà Stuart làm vua của Vương quốc Anh và Ireland từ năm 1714 và ở vị trí đó cho đến khi Victoria của Anh băng hà vào năm 1901. Triều đại này đôi khi được gọi là Nhà Brunswick và Lüneburg, dòng Hanover. Nhà Hanover là một nhánh nhỏ của nhà Welfen, mà nó lại là nhánh cấp cao của nhà Este. Hai vị vua đầu tiên của Anh Quốc George I của Anh và George II của Anh thuộc nhà Hannover được sinh ra ở Hannover, còn viếng thăm công quốc này.
Liên minh cá nhân chấm dứt vào năm 1837, khi ngai vàng của Hannover theo pháp luật Salic (Lex Salica) không được ban cho Victoria của Anh, mà được giao cho chú của bà, công tước của Cumberland. Ernst August I của Hannover nhờ vậy trở thành vua của Hannover.
Victoria của Anh, người cuối cùng của nhà Hannover làm vua ở Anh, là cháu gái của George III, và hậu duệ của bà ở trải khắp hầu hết các nhà hoàng gia châu Âu. Bà sắp xếp cuộc hôn nhân cho con và cháu trên khắp lục địa, ràng buộc các hoàng gia châu Âu bằng quan hệ hôn nhân. Vào năm 1910, vua Anh là cháu nội của bà, vua Nga, Đức và vua một số nước châu Âu khác là cháu ngoại, điều này khiến bà có được biệt danh "người bà của châu Âu". Bà là người giữ vương miện vua Anh cuối cùng của nhà Hanover, con trai bà là vua Edward VII thuộc về nhà Sachsen-Coburg và Gotha, dòng của cha ông, Hoàng tử Albert.
Người đứng đầu hiện hành của Nhà Hanover là Hoàng thân Ernst August của Hannover (1954).

## Các Công tước và Tuyển hầu tước của Brunswick-Lüneburg
George, Công tước Brunswick-Lüneburg, được coi là thành viên đầu tiên của Nhà Hanover. Khi Công quốc Brunswick-Lüneburg bị chia cắt vào năm 1635, George thừa kế Công quốc Calenberg và chuyển nơi cư trú của mình đến Hanover. Con trai của ông, Christian Louis, thừa kế Thân vương quốc Lüneburg từ anh trai của George. Lãnh thổ Calenberg và Lüneburg sau đó được chia sẻ giữa các con trai của George cho đến khi tái thống nhất vào năm 1705 dưới thời cháu trai của ông, cũng được gọi là George, người sau đó trở thành George I của Anh. Tất cả đều giữ danh hiệu Công tước của Brunswick-Lüneburg. George, Công tước Brunswick-Lüneburg mất vào năm 1641 và được kế vị bởi:
- Christian Louis, con trai cả của Công tước George, Thân vương của Calenberg (1641 - 1648) và Thân vương của Lüneburg (1648 - 1665). Ông từ bỏ Calenburg khi trở thành Thân vương của Lüneburg.
- George William, con trai thứ 2 của Công tước George, Thân vương của Calenberg (1648 - 1665) và Thân vương của Lüneburg (1665–1705). Ông từ bỏ Calenburg sau khi trở thành Thân vương của Lüneburg sau cái chết của anh trai mình, Christian Louis.
- John Frederick, con trai thứ 3 của Công tước George, Hoàng tử của Calenberg (1665–1679).
- Ernest Augustus, con trai thứ 4 của Công tước George, Thân vương của Calenberg (1679 - 1698). Ông trở thành Thân vương của Calenberg sau cái chết của anh trai ông là John Frederick. Năm 1692, ông được phong Tuyển đế hầu của Đế quốc La Mã Thần thánh. Vợ của Ernest Augustus là Sophia của Hanover, được tuyên bố là người kế thừa ngai vàng của Vương quốc Anh theo Đạo luật Kế vị 1701, theo đó người Công giáo La Mã không được thừa kế ngai vàng. Sophia vào thời điểm đó là người theo đạo Tin Lành, đủ điều kiện thừa kế ngai vị của vua James I.
- George Louis, con trai của Ernest Augustus và Sophia của Hanover, trở thành Tuyển đế hầu kiêm Thân vương của Calenberg vào năm 1698 và Thân vương của Lüneburg khi chú của ông là George William qua đời năm 1705. Ông kế thừa quyền thừa kế ngai vàng Vương quốc Anh sau khi mẹ của ông qua đời vào năm 1714.